# Elección especial al 4.º distrito congresional de Virginia de 2023
La elección especial al 4.º distrito congresional de Virginia de 2023 fue una elección especial a la Cámara de Representantes de los Estados Unidos que se llevó a cabo para llenar la vacante en dicho distrito en el 118.º Congreso de los Estados Unidos. El puesto quedó vacante después de que el representante demócrata Donald McEachin falleciera el 28 de noviembre de 2022 por cáncer colorrectal.
En Virginia, el gobernador programa elecciones especiales para cubrir las vacantes en el Congreso. El 12 de diciembre, el gobernador Glenn Youngkin anunció que la elección tendría lugar el 21 de febrero de 2023. Los aspirantes al cargo tuvieron hasta el 23 de diciembre de 2022 para declarar su candidatura.

## Convención demócrata

### Candidatos

#### Nominada
- Jennifer McClellan, senadora estatal por el 9.º distrito y candidata a gobernador de Virginia en 2021.[5]

#### Eliminados en primaria
- Tavorise Marks, empresario.[6]
- Joe Morrissey, senador estatal del por el 16.º distrito.[7]
- Joseph Preston, exdelegado estatal por el 63.er distrito.[5]

#### Retirado
- Lamont Bagby, delegado estatal por el 74.º distrito.[8]

#### Declina
- Lashrecse Aird, exdelegado estatal por el 63.er distrito.[9][10]
- Colette McEachin, abogada de la Commonwealth de Richmond y esposa de Donald McEachin.[11]
- Levar Stoney, alcalde de Richmond y exsecretario de la Mancomunidad de Virginia.[11][6]
- Treska Wilson-Smith, miembro del consejo municipal de Petersburg.[12]

### Resultados
| Fuente: Partido Demócrata de Virginia |                    |        |       |
| Nombre                                | Nombre             | Votos  | %     |
|                                       | Jennifer McClellan | 23 661 | 84.8  |
|                                       | Joe Morrissey      | 3 782  | 13.6  |
|                                       | Tavorise Marks     | 217    | 0.8   |
|                                       | Joseph Preston     | 174    | 0.6   |
| En blanco                             | En blanco          | 66     | 0.2   |
| Total                                 | Total              | 27 900 | 100.0 |

## Convención republicana
El Partido Republicano realizó una primaria denominada firehouse primary el 17 de diciembre de 2022, la cual se lleva a cabo en edificios públicos, como escuelas, iglesias y estaciones de bomberos.

### Candidatos

#### Nominado
- Leon Benjamin, pastor, veterano de la Armada de los Estados Unidos y candidato para el 4.º distrito congresional de Virginia en 2020 y 2022.[15]

#### Eliminado en primaria
- Derrick Hollie, ejecutivo de marketing.[14]
- Dale Sturdifen, presidente de la Junta de Escuelas Públicas del Condado de Mecklenburg y candidato al 15.º distrito del Senado de Virginia en 2019.[6]

## Elección general
| Partido               | Partido               | Candidato             | Votos   | %     |
| --------------------- | --------------------- | --------------------- | ------- | ----- |
|                       | Demócrata             | Jennifer McClellan    | 82 040  | 74.4  |
|                       | Republicano           | Leon Benjamin         | 28 083  | 25.5  |
| Candidato por escrito | Candidato por escrito | Candidato por escrito | 129     | 0.1   |
| Total                 | Total                 | Total                 | 110 252 | 100.0 |